# 化皮溜子镇
化皮溜子镇，是中华人民共和国河北省承德市宽城满族自治县下辖的一个乡镇级行政单位。镇域面积58.7平方公里，总人口9772人。原化皮溜子乡2017年6月14日撤乡设镇。2019年被评为中国文化百强镇。

## 行政区划
现辖：
化皮溜子村、马架沟村、西岔沟村、三家村、北杖子村和任杖子村。